# Tân Trạm, Giao Hà

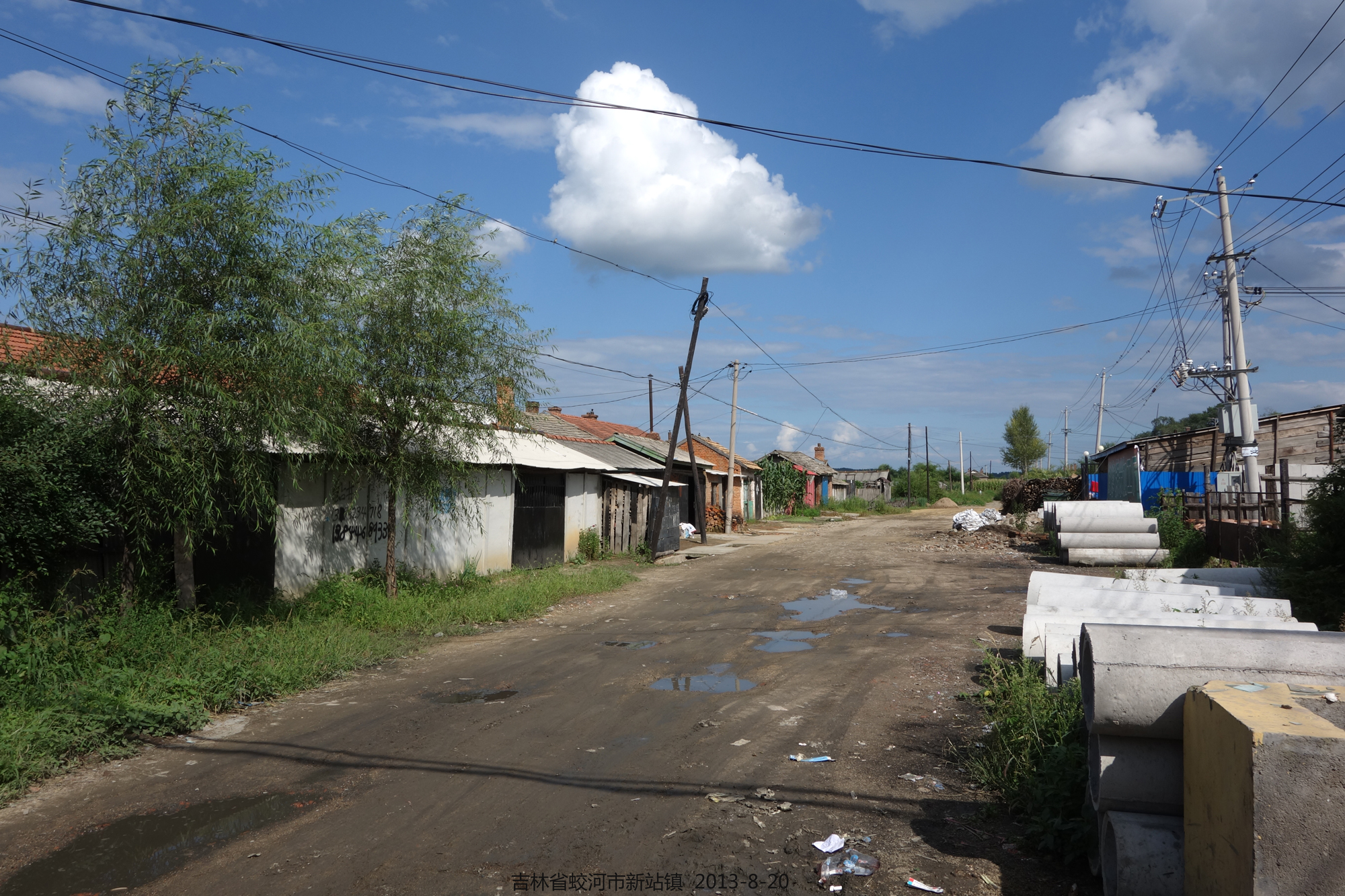
Hình của nông thôn của Tân Trạm

Tân Trạm là thị trấn của Giao Hà, Cát Lâm, Trung Quốc. Đây là phía bắc của thành phố cấp huyện Giao Hà, cách thành phố này 17 kilômét. Phía đông là Thư Lan và Tiền Tiến, phía nam là Lạp Pháp, phía tây là Thiên Cương. Diện tích của Tân Trạm là 601 km², có 1 xã khu và 31 làng. Chính quyển nhân dân Tân Trạm đóng tại thị trấn với diện tích 3.7 km².

## Lịch sử
Tên gọi của Tân Trạm là nguồn gốc từ Ga Lạp Pháp (拉法驛站). Vào Nhà Thanh, Ga Lạp Pháp di chuyển đến đây, là ga mới, gọi đây là Tân Trạm (nghĩa là ga mới).
1933 lập Tân Trạm bảo, 1938 lập Tân Trạm nhai, tháng 10 của 1954 lập Tân Trạm trấn. Đây từng là nhân dân công xã trong thời kỳ đại dược tiến. Tháng 3 của 1979, công xã này chia ra một thị trấn, tháng 7 của 1983, công xã trở thành một hương, trong đó thời gian, có hai đơn vị hành chính với tên gọi Tân Trạm. Tháng 3 của 1985, hương Tân Trạm hợp nhất với trấn Tân Trạm. 2001, hương Long Phượng đưa vào Tận Trạm.
Vào năm 2018, hai xã khu (Tân Dịch 新驛 và Tân Dược 新躍) của Tân Trạm đã được sáp nhập thành một xã khu gọi Tân Dục (新毓).
Đây từng là chiến trường của chiến đấu Lạp Pháp-Tân Trạm.

## Địa lý
Địa hình gọi là bồn địa Tân Trạm, phía đông là núi Đại Hoang Đỉnh Tử, phía tây bắc là dãy núi Lão Da, phía nam là núi Lạp Pháp. Cao nhất là núi Tây Thổ với độ cao 1189.3 m. Đây có ba lâm trường: Bình Xuyên, Long Phượng, Lão Da Lĩnh. Đây có dãy núi trùng điệp, ly do là dãy núi Trường Bạch.
Tân Trạm có nhiều sông nước. Phía đông có sông Long Phượng, phía tây có sông Lão Da Lĩnh, phía bắc có sông Dân Chủ, nó hợp lưu tại phía nam, trở thành sông Lạp Pháp, cuối cùng hợp với hồ Tùng Hoa.
Về giao thông, đây có ga Tân Trạm với đường sắc Lạp Tân, và có đường 204 tỉnh đạo qua đây.

## Dân cư
Tân Trạm có 44,569 người (2012), trong đó có 20,311 người cư trụ tại thành phố.

## Đơn vị hành chính
Tân Trạm có 1 xã khu và 31 làng.
- Xã khu: Tân Dục  (新毓)
- Làng: Thạch Môn Tử (石門子), Bảo Sơn (寶山), Song Vượng (雙旺), Trường Hữu (長有), Song Đỉnh Tử (雙頂子), Cơ Lương (基良), Phú An (富安), Long Phượng (龍鳳), Lãnh Phong Khẩu (冷風口), Bảo An (保安), Đông Kháo Sơn (東靠山), Trân Châu (珍珠), Bình Nguyên (平原), Phục Hưng (復興), Dưỡng Ngư (養魚), Đông Câu (東溝), Triều Dương Câu (朝陽溝), Lục Gia Tử (六家子), Ngũ Gia Tử (五家子),  Cát Tường (吉祥), Lão Da Lĩnh (老爺嶺), Bắc An (北安), Tiểu Cô Gia (小姑家), Đại Lợi (大利), Văn Hóa (文化), Hà Nam (河南), Ái Hà (愛河), Nhân Hòa (仁和), Tân Trạm (新站), Sơ Thái (蔬菜), Tân Tiên (新鮮)

## Chú Thích
1. 1 2 3 4 5 6  "新站鎮概況". Xinzhan town. ngày 26 tháng 10 năm 2012. Truy cập ngày 9 tháng 3 năm 2015.[liên kết hỏng]
2. 1 2 3  "2019年統計用區劃代碼和城鄉劃分代碼：新站鎮". 中華人民共和國國家統計局.
3. 1 2 3 4  "新站鎮". 行政區劃網. ngày 22 tháng 3 năm 2011. Truy cập ngày 9 tháng 3 năm 2015.
4. 1 2  "吉林吉林市蛟河市新站鎮". 博雅地名網. Truy cập ngày 9 tháng 3 năm 2015.
5. 1 2  "蛟河市歷史沿革". 行政區劃網. ngày 19 tháng 5 năm 2011. Truy cập ngày 9 tháng 3 năm 2015.
6. ↑  "拉法「六七」戰鬥烈士紀念碑". 松花江網. ngày 24 tháng 9 năm 2014. Truy cập ngày 9 tháng 3 năm 2015.[liên kết hỏng]
7. 1 2  "新站鎮投資優勢". Xinzhan town. ngày 26 tháng 10 năm 2012. Truy cập ngày 9 tháng 3 năm 2015.[liên kết hỏng]